# Лудвиг Болцман
Лудвиг Болцман (Беч, 20. фебруар 1844 — Дуино, 5. септембар 1906) аустријски физичар. Студирао је физику у Бечу и затим био асистент Јожефа Стефана. Професор математичке физике у Грацу постао је 1869. године. Такође је предавао у Бечу, Минхену и Лајпцигу. Његови студенти су, између осталих, били Сванте Аренијус, Валтер Нернст и Лиза Мајтнер. У младости успешно се бавио експерименталном физиком: за сумпор је показао везу између индекса преламања и диелектричне константе како је предвиђао Максвел. 
Главна тема његовог истраживачког рада била је свођење термодинамике на механику због чега је било потребно да се објасни противуречност између реверзибилности механичких и иреверзибилности термодинамичких процеса. Болцман је успоставио везу између ентропије S и функције једночестичне густине вероватноће W. Формула (kB je Болцманова константа):
{\displaystyle S=k\,\ln W.}
Била је то тачка ослонца за постављање квантне теорије у формулацији Макса Планка, 1900. године и у проширеном Ајнштајновом тумачењу из 1905. године. Друга важна Болцманова достигнућа су једначина за расподелу енергија атома који се слободно крећу у пољу силе (Максвел-Болцманова расподела) и теоријско објашњење емисионе способности апсолутно црног тела, Штефан-Болцманов закон из 1884. године.
Статистичка механика је један од стубова модерне физике. Она описује како су макроскопска посматрања (као што су температура и притисак) повезана са микроскопским параметрима који флуктуирају око просека. Она повезује термодинамичке величине (као што је топлотни капацитет) са микроскопским понашањем, док би, у класичној термодинамици, једина доступна опција била мерење и табеларно приказивање таквих количина за различите материјале.
Болцман је био истакнути поборник атомске теорије. Због слабог одзива, чак и отпора његовим теоријама, већи део живота провео је дубоко разочаран. Није доживео коначну победу својих идеја која је остварена 1905. Ајнштајновом теоријом Брауновог кретања. Године 1906, у 62. години живота, извршио је самоубиство.

## Биографија

### Детињство и образовање
Болцман је рођен у Ердбергу, предграђу Беча. Његов отац, Лудвиг Георг Болцман, био је порески званичник. Његов деда, који се преселио у Беч из Берлина, био је произвођач сатова, а Болцманова мајка, Катарина Пауернфајнд, била је пореклом из Салцбурга. Основно образовање стекао је у дому својих родитеља. Болцман је похађао средњу школу у Линцу, Горња Аустрија. Када је Болцман имао 15 година, његов отац је умро.
Почевши од 1863. године, Болцман је студирао математику и физику на Универзитету у Бечу. Докторирао је 1866, а стажирао 1869. Болцман је блиско сарађивао са Јожефом Штефаном, директором Института за физику. Стефан је био тај који је Болцмана упознао са Максвеловим делом.

### Академска каријера
Године 1869, са 25 година, захваљујући писму препоруке Јозефа Стефана, Болцман је именован за редовног професора математичке физике на Универзитету у Грацу у покрајини Штајерској. Године 1869, провео је неколико месеци у Хајделбергу радећи са Робертом Бунзеном и Леом Кенигсбергером, а 1871. са Густавом Кирхофом и Херманом фон Хелмхолцом у Берлину. Године 1873, Болцман се придружио Универзитету у Бечу као професор математике и тамо је остао до 1876. године.
Године 1872, много пре него што су жене примљене на аустријске универзитете, упознао Хенријету фон Ајгентлер, наставницу математике и физике у Грацу. Одбијена јој је дозвола да незванично ревидира предавања. Болцман је подржао њену одлуку о жалби, која је била успешна. Дана 17. јула 1876. Лудвиг Болцман се оженио Хенријетом; имали су три ћерке: Хенријету (1880), Иду (1884) и Елзу (1891); и сина Артхура Лудвига (1881). Болцман се вратио у Грац да би преузео катедру експерименталне физике. Међу његовим ученицима у Грацу били су Сванте Арениус и Валтер Нернст. У Грацу је провео 14 срећних година и тамо је развио свој статистички концепт природе.

## Радови
- Verhältniss zur Fernwirkungstheorie, Specielle Fälle der Elektrostatik, stationären Strömung und Induction (на језику: немачки). 2. Leipzig: Johann Ambrosius Barth. 1893.
- Theorie van der Waals, Gase mit zusammengesetzten Molekülen, Gasdissociation, Schlussbemerkungen (на језику: немачки). 2. Leipzig: Johann Ambrosius Barth. 1896.
- Theorie der Gase mit einatomigen Molekülen, deren Dimensionen gegen die mittlere Weglänge verschwinden (на језику: немачки). 1. Leipzig: Johann Ambrosius Barth. 1896.
- Abteilung der Grundgleichungen für ruhende, homogene, isotrope Körper (на језику: немачки). 1. Leipzig: Johann Ambrosius Barth. 1908.
- Vorlesungen über Gastheorie (на језику: француски). Paris: Gauthier-Villars. 1922.

- Volumes I and II of Vorlesungen über Gastheorie (1896-1898)
- Title page to volumes I and II of Vorlesungen über Gastheorie (1896-1898)
- Table of contents to volumes I and II of Vorlesungen über Gastheorie (1896-1898)
- Introduction to volumes I and II of Vorlesungen über Gastheorie (1896-1898)